# ГЕС Агуакапа (Агвакальєнте)
ГЕС Агуакапа (Aguacaliente) – гідроелектростанція на південному сході Гватемали, за чотири десятки кілометрів на південь від міста Гватемала. Знаходячись між ГЕС Poza Verde (вище по течії, 12,5 МВт) та ГЕС El Cóbano (11 МВт), входить до складу каскаду на річці Агуакапа, лівій притоці Maria Linda (впадає до Тихого океану біля міста Ізтапа).
В межах проекту річку перекрили бетонною гравітаційною греблею висотою 26 метрів та довжиною 177 метрів, яка потребувала 90 тис м3 матеріалу. Вона відводить ресурс до спорудженого на лівобережжі балансувального резервуару об’ємом 300 тис м3, з якого бере початок дериваційний тунель довжиною 12 км та діаметром 2,7 метра. Його продовжує напірний водовід довжиною 3,7 км зі спадаючим діаметром від 2,7 до 2,4 метра, який виходить до розташованого на лівому березі Агуакапа машинного залу.
Основне обладнання станції становлять три турбіни типу Пелтон потужністю по 30 МВт, котрі при брутто-напорі у 554 метри забезпечують виробництво 264 млн кВт-год електроенергії на рік.
Відпрацьована вода повертається в Агуакапа.
Видача продукції відбувається по ЛЕП, розрахованій на роботу під напругою 230 кВ.